# جاك جيرو
جاك جيرو (بالفرنسية: Jacques Giraud )‏ (و. – م) هو ممثل، وممثل دُبلاج، من فرنسا.

## وصلات خارجية
- جاك جيرو على موقع IMDb (الإنجليزية)
- جاك جيرو على موقع ألو سيني (الفرنسية)
- جاك جيرو على موقع أول موفي (الإنجليزية)
- جاك جيرو على موقع قاعدة بيانات الفيلم (الإنجليزية)
- جاك جيرو على موقع كينوبويسك (الروسية)